# 500 Fifth Avenue
El 500 Fifth Avenue és un gratacel de seixanta pisos d'oficines de 212 metres d'alçada, de Manhattan a New York, al carrer 42 oest. És adjacent a Bryant Park.
Tot i que d'arquitectura art déco diferent de l'Empire State Building, els dos edificis presenten similituds. És a dir, els dos han estat acabats el 1931 i van ser realitzats per Shreve Lamb & Harmon Associates.